# Вемдинг
Вемдинг (њем. Wemding) град је у њемачкој савезној држави Баварска. Једно је од 43 општинска средишта округа Донау-Рис. Према процјени из 2010. у граду је живјело 5.634 становника. Посједује регионалну шифру (AGS) 9779228.

## Географски и демографски подаци
Вемдинг се налази у савезној држави Баварска у округу Донау-Рис. Град се налази на надморској висини од 463 метра. Површина општине износи 31,7 km². У самом граду је, према процјени из 2010. године, живјело 5.634 становника. Просјечна густина становништва износи 178 становника/km².